# Heiliger Spring
Der Heilige Spring ist ein Bach in Hattingen, der linksseitig in die Ruhr mündet. Er entspringt in Niederbonsfeld, fließt in einem steilen, bewaldeten Siepen entlang der Wasserstraße nach Osten und vereinigt sich kurz vor seiner Mündung in die Ruhr flussabwärts der Gaststätte „Zum Deutschen“ mit dem Isenbergbach (Isenberger Bach).
Das Wasser des Bachs hatte den Ruf, heilende Kräfte zu besitzen, so etwa Heinrich Kämpchen 1909 in seinem Gedicht „Der heilige Spring“.
Heilig war er einst den Alten,
Davon gibt die Sage Kunde,
Und durch Weihspruch zauberkräftig
Für Gebrechliche und Wunde.
In seinem Bachbett liegt ein Granitsfels mit der Bezeichnung Heidenstein.

## Nebengewässer
- Isenbergbach (rechtsseitig)